# Župna crkva Presvetog Srca Isusova u Vrapču
Župna crkva Presvetog Srca Isusova katolička je crkva sagrađena 2008. godine. 
Crkva se nalazi u sklopu Klinike za psihijatriju Vrapče, na Bolničkoj cesti u naselju Vrapče u Zagrebu.

## Povijest
Iako je crkva sagrađena 2008. ona pripada župi koja je osnovana 1. siječnja 1944. godine za potrebe pastorala pacijenata smještenih u Klinici za psihijatriju Vrapče u Vrapču i Klinici za psihijatriju Sveti Ivan u Jankomiru.

## Galerija
- Pogled na crkvu
- Prilazne stepenice i ulaz u crkvu
- Bočna strana crkve